# 張宗陽
張宗陽（?—?），广东海阳人，清朝政治人物。进士出身。
道光9年（1829年），擔任清朝遵义府婺川縣知縣。后由王存成接任。